# Sabri Peqini
Sabri Peqini (Belsh, 1926. december 15. – 2021. március 12.) válogatott albán labdarúgó, fedezet, edző.

## Pályafutása

### Klubcsapatban
1946 és 1950 között az Erzeni, 1950 és 1954 között a Dinamo Tirana labdarúgója volt. A Dinamóval négy albán bajnoki címet és öt kupagyőzelmet ért el.

### A válogatottban
1950 és 1952 között három alkalommal szerepelt az albán válogatottban.

### Edzőként
1957 és 1960 között a Labinoti Elbasan, 1974 és 1976 között a Dinamo Tirana vezetőedzője volt. Az 1974–75-ös idényben bajnoki címet nyert a Dinamo csapatával.

## Családja
Fia Kastriot Peqini (1974) válogatott labdarúgó, unokája Jurgen Peqini (1998) szintén labdarúgó.

## Sikerei, díjai

### Játékosként
Dinamo Tirana
- Albán bajnokság
  - bajnok (4): 1950, 1951, 1952, 1953
- Albán kupa
  - győztes (5): 1950, 1951, 1952,  1953, 1954

### Edzőként
Dinamo Tirana
- Albán bajnokság
  - bajnok: 1974–75

## Statisztika

### Mérkőzései az albán válogatottban
| Albánia | Albánia           | Albánia                        | Albánia | Albánia  | Albánia       | Albánia    | Albánia | Albánia    |
| #       | Dátum             | Helyszín                       | Hazai   | Eredmény | Vendég        | Kiírás     | Gólok   | Esemény    |
| ------- | ----------------- | ------------------------------ | ------- | -------- | ------------- | ---------- | ------- | ---------- |
| 1.      | 1950. június 4.   | Tirana, Qemal Stafa Stadion    | Albánia | 2 – 1    | Bulgária      | barátságos | -       |            |
| 2.      | 1950. október 8.  | Bukarest, Köztársasági stadion | Románia | 6 – 0    | Albánia       | barátságos | -       | 46'        |
| 3.      | 1952. december 7. | Tirana, Qemal Stafa Stadion    | Albánia | 2 – 1    | Csehszlovákia | barátságos | -       | becserélve |
|         | Összesen          |                                |         | 3        | mérkőzés      |            | 0       | gól        |